# Evin-fængslet
Evin-fængslet (Persisk: زندان اوین, Zendān Evin) er et fængsel i Iran, placeret i bydelen Evin i den nordlige del af hovedstaden Teheran. Stedet er kendt for sin fløj, der har huset politiske fanger både før og efter Den iranske revolution i 1979, ligesom et antal dømte hvert år bliver henrettet i fængslet.

## Historie
Stedet blev bygget i 1972 på ordre fra Irans monark Mohammad Reza Pahlavi. Evin-fængslet er placeret for foden af Alborz-bjergene og området var tidligere ejet og beboet af Seyyed Zia'eddin Tabatabaee, der var Irans premierminister i 1920'erne. Nu findes der henrettelsesgård, retslokaler, forskellige blokke, hvor fangerne er fordelt efter, hvilken forbrydelse de har begået, ligesom der findes en separat kvindefløj. Stedet blev fra starten drevet af den tidligere nationale efterretnings- og sikkerhedstjeneste, SAVAK. Evin fortrængte hurtigt Qasr-fængslet som det vigtigste og mest frygtede fængsel i landet. Fra starten kunne Evin-fængslet indeholde 320 fanger, hvoraf 20 var i isolationsceller, imens resten var placeret i store fællesrum indrettet i 2 blokke. I 1977 udvidede man området, så der nu kunne placeres 1500 fanger, hvoraf de 100 mest prominente kan placeres i isolation.